# カダムジャパン
カダムジャパン(Kadamb Japan)は、北インドの古典舞踊「カタックダンス」を踊る日本のダンスカンパニー。2007年東京・銀座にて発足。以来、カタック舞踊家の前田あつこ(Atsuko Maeda)が主宰している。前田あつこが師事するカタック舞踊の巨匠クムディニ・ラキア(Smt Kumudini Lakhia ji)のエレガントでグレイスフルなスタイルのスタイルを継承している。

## 前田あつこ
北インド古典カタック舞踊（ラクナウ流派）舞踊家、振付家。カダムジャパン主宰。
６歳よりカタック舞踊に親しむ。東京・八王子にあるヤクシニィ・カタックセンターにてヤクシニィ・矢沢、Pt.ヴィジェイ・シャンカール(Pt. Vijai Shankar ji)、喜原ときこ、中島さちなどから幼少期に手ほどきを受ける。10歳 新宿朝日生命ホールにて初舞台、12歳 ニューデリー・カマニホールにてインド初舞台を経験。
2004年 インド・UP州ラクナウにて、アルジュン・ミシュラ(Pt. Arjun Mishra ji)よりグル・クル徒弟スタイルでカタック舞踊の基礎を改めて学ぶ。
2005年 インド・グジャラート州アーメダバード(Ahmedabad)のカダム舞踊団 (KADAMB Center for dance and music)にてクムディニ・ラキアに師事。翌年ICCRインド政府奨学金アワードを得て国費留学。KADAMBのメンバーとして多くの舞台に出演をする。
以来毎年様に渡印を重ね研鑽を積みつつ、姉妹弟子にあたるサンジュクタ・セナ(Sanjukta Sinha)の振付作品でソロを踊る。2007年 東京にてカダムジャパンを発足。後進の指導を手がける。
また日印文化交流の場で多くカタックを上演する他、インド文化の啓蒙に力を入れる。「アムルート・マンタン  Amrut Manthan」「東京ガラナ  Tokyo Gharana」「インド、独り舞ふ  Indian Classical Dance Solo Act」などのインド音楽舞踊公演を主催し発信している。
日印協会会員 日印文化交流ネットワーク会員　

## 主なメンバー
菊地やよい Yayoi、岡田麻衣子 Maiko、大工原 彩 Aya、目黒 苗Nae がいる。

## 参照
Japan Association of Indian Performing Arts
カダムジャパン